# Niks Sliede
Niks Sliede (Liepāja, 8 de marzo de 2004) es un futbolista letón que juega en la demarcación de defensa para el FK RFS de la Virslīga.

## Selección nacional
Tras jugar en las categorías inferiores de la selección, finalmente hizo su debut con la selección de Letonia el 24 de marzo de 2025 en un encuentro de clasificación para la Copa Mundial de Fútbol de 2026 contra Inglaterra que finalizó con un resultado de 3-0 a favor del combinado inglés tras los goles de Reece James, Harry Kane y Eberechi Eze.

## Clubes
| Club                    | País    | Año       | Partidos | Goles |
| ----------------------- | ------- | --------- | -------- | ----- |
| FK RFS                  | Letonia | 2019-2022 | 4        | 1     |
| FK Tukums 2000 (cedido) | Letonia | 2022      | 28       | 0     |
| Valmiera FC             | Letonia | 2023-2024 | 55       | 3     |
| FK RFS                  | Letonia | 2025-     | 9        | 1     |